# 교황 그레고리오 16세
교황 그레고리오 16세(라틴어: Gregorius PP. XVI, 이탈리아어: Papa Gregorio XVI)는 제254대 교황(재위: 1831년 2월 2일 ~ 1846년 6월 1일)이다. 본명은 바르톨로메오 알베르토 카펠라리(이탈리아어: Bartolomeo Alberto Cappellari)이다. 강력한 보수주의자이자 전통주의자였던 그는 교황령의 민주화·현대화 개혁에 반대하였으며, 유럽 전역에 걸친 민주화·현대화 움직임을 좌익 혁명의 선봉으로 간주하여 극도로 경계하였다. 이러한 연유로 그는 교황지상주의를 실천하기 위하여 교황권을 한층 더 강화하였다.

## 생애 초기
1765년 9월 18일 카펠라리는 벨루노에서 이탈리아 하위 귀족 집안의 아들로 태어났다. 그의 부모는 프리울리의 페살리스 인근에 있는 작은 마을 출신이었다. 1783년 어린 나이에 그는 까말돌리회(베네딕도회의 분파)에 입회하여 베네치아 근처 무라노에 있는 성 미카엘 수도원에 들어갔다. 수도회에 입회할 때 그는 마우로(Mauro)라는 수도명을 받았다. 수도회에서 카펠라리는 신학과 언어학을 공부하며 지적 능력을 키워 나갔으며, 1787년에 사제 서품을 받았다. 1795년 로마에 파견되어 수도회 총장의 보좌관이 되었다가 1799년에 이탈리아 얀센주의자들의 주장들을 반박한 《성좌의 승리》(II Trionfo della Santa Sede)라는 책을 집필하여 출판하였다. 이 책은 큰 반향을 불러일으켜 이탈리아뿐만 아니라 유럽 각국의 언어로 번역되어 널리 배포되었다. 1800년 교황 비오 7세(1800–1823)가 설립한 가톨릭 종교 아카데미에 들어간 카펠라리는 그곳에서 신학적·철학적인 질문들에 대한 회고록을 제출하였다. 1805년에는 로마 첼리오 언덕 위에 있는 산 그레고리오 마노 알 첼리오 수도원의 아빠스가 되었다.
1809년 카펠라리는 프랑스 황제 나폴레옹 보나파르트가 로마를 점령한 후 교황 비오 7세를 추방시키자 이에 반대하였다가 무라노로 쫓겨났다. 무라노에 한동안 지낸 후에 그는 1814년 파도바에 있는 수도원으로 거처를 옮겼다. 그러다가 나폴레옹이 최종적으로 패배하게 되자 빈 회의의 결의에 따라 이탈리아 중부에 교황령의 주권이 다시 세워졌으며, 카펠라리도 카마돌리회의 총대리에 임명됨에 따라 로마로 귀환하였다.
카펠라리는 이단심문의 변호사로 활동하다가 나중에 포교성성(오늘날 인류복음화성의 전신)의 장관으로 승진하였다. 당시 포교성성은 유럽의 비가톨릭 국가들을 포함하여, 스페인 제국에 속한 지역 외의 모든 지역에 대한 전교 활동을 관리하고 있었다.
1825년 3월 21일 카펠라리는 교황 레오 12세에 의해 추기경에 서임되었다. 그리고 얼마 후에 그는 저지대 국가에 거주하는 가톨릭 신자들의 권리를 보호하는 내용의 조약 협상 대표로 활동하여 외교적으로 큰 성공을 거두게 되었다. 또한, 그는 아르메니아의 가톨릭 신자들을 대신해서 오스만 제국과 평화협상을 하였다. 그는 공개적으로 11월 봉기 때 들고 일어난 폴란드 시위대를 비난하였다. 왜냐하면 그가 보기에 폴란드의 봉기는 프랑스의 가톨릭 왕당파를 지원하려는 러시아의 니콜라이 1세 황제에게 군대를 돌려 봉기를 진압하도록 원인을 제공했기 때문이었다.

## 교황 선출
1831년 2월 2일 64일간 진행된 콘클라베에서 모두의 예상을 깨고 카펠라리 추기경이 교황 비오 8세(1829–1830)의 뒤를 이어 새 교황으로 선출되었다. 그가 새 교황으로 선출될 수 있었던 계기는 당시 가장 유력한 교황 후보였던 자코모 주스티니아니 추기경을 스페인의 페르난도 7세 국왕이 반대했던 데다가 기타 유력한 후보들이었던 엠마누엘레 데 그레고리오 추기경과 바르톨로메오 파카 추기경을 놓고 교착 상태가 계속되었기 때문이었다. 이러한 교착 상황을 타개하기 위해 추기경들은 결국 카펠라리 추기경을 주목하고 그에게 표를 던지게 되었다.
교황으로 선출되었을 당시, 카펠라리 추기경은 아직 주교품을 받지 못한 상태였다. 그리하여 교회 역사에서 주교 서품을 받지 못한 몸으로 교황으로 선출된 마지막 교황으로 기록되었다. 추기경단의 주재로 주교로 서임된 카펠라리는 자신의 교황으로서의 새 이름을 그레고리오 16세라고 명명하였는데, 그 이유는 자신이 20년 동안 첼리노 언덕의 산 그레고리오 수도원의 아빠스로 지냈기 때문이었다.

## 교황

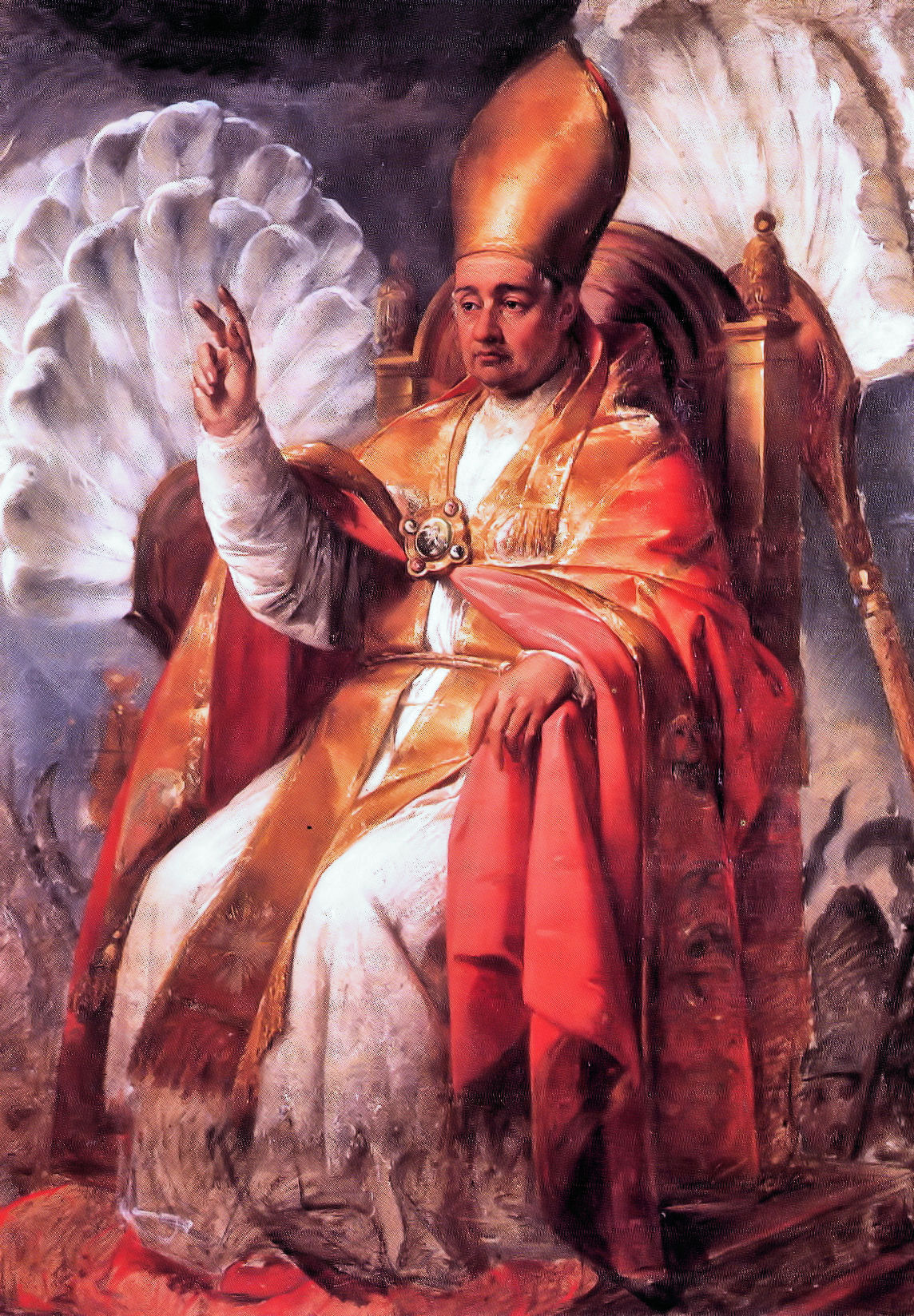
교황 그레고리오 16세의 초상화

1830년 프랑스 혁명이 일어나 부르봉 왕조가 전복되면서 프랑스의 가톨릭 왕당파는 심각한 타격을 입었다. 새 프랑스 정부가 들어서면서 가장 먼저 한 일은 바로 안코나를 장악하는 일이었으며, 이로써 이탈리아, 특히 교황령은 혼란과 정치적 소요 속에 휘말리게 되었다. 당시 이탈리아는 국가 독립과 통일을 위해 주세페 마치니가 이끄는 자유주의적 공화주의 운동과 조베르티와 카포니가 이끄는 신교황주의로 양분되어 있었다. 신교황주의는 교황청의 지지를 받았으나 공화주의 운동은 배척당하였다. 그러나 정세는 공화주의 운동이 더 우세하였다. 교황령에서는 붉은 셔츠 공화당원들로 구성된 유격대와 여러 차례 교전을 벌이면서 혼란스러운 상황이 지속되자 결국에는 오스트리아의 군사력까지 빌리게 되었다. 당시 보수적이었던 교황청에서는 폭탄 테러와 암살 시도들이 끊이지 않자 교황청은 사람들에게 약속한 일련의 개혁들을 연기하였다. 1836년 교황청 국무원장을 톰마소 베르네티 추기경에서 루이지 람브루스키니 추기경으로 교체함으로써 상황을 진정시키려고 하였지만 별다른 효과는 없었다.
교황 그레고리오 16세와 국무원장 람브루스키니 추기경은 조명기구와 철도와 같은 기본적인 기술 혁신마저도 반대하였다. 그들은 교황령에 이와 같은 현대 문명을 도입할 경우, 교역량이 늘어나 부르주아 계층이 더욱 강한 권력을 갖게 될 것이고, 그러면 자연스럽게 자유주의 개혁에 대한 요구가 급증하여 결국에는 교황의 통치력을 무너뜨리는 결과를 낳을 것이라고 우려하였다. 특히 그레고리오 16세는 철도를 이탈리아어로 ‘chemins d'enfer’, 즉 ‘지옥으로 가는 길’(프랑스에서 철도를 ‘철의 길’이라고 부른 것을 풍자한 것)이라고 일컬으며 강력히 반대하며 금지하였다고 전해진다.
1836년에는 비테르보에서, 1940년에는 여러 공관 앞에서, 1843년에는 라벤나에서, 1845년에는 리미니에서 반란과 소요가 일어나 이를 진압하는 과정에서 반란자들에 대한 대규모 처형과 중노동형 및 외국으로의 추방령 등 강압적이고 공포적인 판결들이 내려졌다. 그렇지만 이와 같은 일들이 벌어졌음에도 교황령 전체에 미치는 교황권의 통제력은 전혀 손실되지 않았다. 그레고리오 16세는 수비 강화와 건축에 상당히 많은 투자를 하는 한편, 안젤로 마이와 주세페 마체오파티 그리고 가에타노 모로니와 같은 학자들에 대한 후원을 아끼지 않았다. 하지만 지출을 너무 많이 함으로써 교황령의 재정 상태는 상당히 악화되어갔다.
1839년 그레고리오 16세는 대서양 노예 매매를 반대하며 단죄하는 내용을 담은 회칙 《In Supremo Apostolatus》를 반포하였으며, 이탈리아의 신비가인 베로니카 율리아니 수녀를 성녀로 시성하였다. 그밖의 중요한 회칙들로는 1832년 8월 15일 자유주의와 종교 무차별주의를 단죄하는 내용을 담아 반포한 《Mirari Vos》, 1833년 10월 4일 라인란트의 헌법에 반대하는 내용을 담아 반포한 《Quo Graviora》, 1834년 6월 25일 프랑스 사제 위그 펠리시테 로베르 드 람네의 신학적 가르침을 정죄하는 내용을 담아 반포한 《Singulari Nos》 등이 있다.
한편, 그레고리오 16세는 원래 신학과 전교에 관심이 많았으므로 교황좌에 오른 후에도 성 아우구스티노와 성 토마스 아퀴나스의 가르침을 소생시키고자 하였다. 그리고 여러 대리구를 설정하고 성사 집전을 허용하였다. 1831년 9월 9일 천주교 조선 교구를 독립된 교구로 승격시키고, 파리 외방전교회의 브뤼기에르 주교를 천주교 조선 교구의 초대 교구장 주교로 임명하였다. 하지만 브뤼기에르 주교는 병에 걸려 입국에 실패하고, 앵베르 주교가 그 뒤를 이었다. 캐나다에는 교구 네 개를 설정하고 1844년 퀘백 교구를 승인하였다. 미국에는 교구 열 개를 세우고 볼티모어 교구를 재조정하였다.
1827년 교황청은 종교 자유 선언을 근거로 네덜란드와 정교 협정을 맺고 1829년에는 아일랜드의 주교 임명 방식을 정하며, 프로이센에서 문제된 혼종 혼인에 대해서는 교황 비오 8세가 초안한 칙서를 참고로 하였다.
포르투갈은 돈 페드루와 돈 미구엘이 왕위를 놓고 경장하고 있었다. 그레고리오 16세는 돈 미구엘을 지지하였으나 돈 페드루가 실권을 잡자 자연스레 교황청과는 사이가 소원해졌다. 그러나 주교 임명권만은 유지되다가 점차 정세가 호전되어 교황청의 사절단을 파견하였다. 돈 미구엘은 로마로 피신하여 그레고리오 16세의 우대를 받았다. 스페인에서는 페르난도 7세가 1833년 서거하자 돈 카를로스와 마리아 크리스티나 사이에 문제가 생겼다. 그레고리오 16세는 교황 사절을 소환하고 교회의 자유와 재산 침해에 대해 심히 불쾌감을 느끼고 항의하였다.
프랑스는 1801년에 맺은 정교 협정에 의해 정부가 교회의 권리를 인정하였다.
스위스는 1834년 1월 21일 바덴의 조항들을 입법화하여 교회를 정부에 예속시키고 부분적으로 교황청의 권리를 제한하였다. 그러자 교황은 이를 반대하고 1835년 5월 19일 칙서 《Commissum divinitus》를 통하여 교회의 독립을 요구하였다.
폴란드에서는 러시아 제국이 점령한 지역에서 가톨릭교회가 박해를 받았다. 니콜라이 1세 황제는 가톨릭 신자들을 러시아 정교회로 개종시키기 위하여 가톨릭교회를 탄압하였다. 나중에 니콜라이 1세가 로마를 방문하였을 때 그레고리오 16세를 알현하여 정교 협정을 맺기는 했지만, 폴란드와 러시아는 그 이후로도 사이가 좋지 않았다.
그레고리오 16세는 1831년 8월 5일 헌장 《Sollicitubo ecclesiarum》을 발표하여 정치적인 변화에는 상관없이 교황의 영적인 요구는 방해받지 말아야 한다는 원칙을 주장하였다.
5년의 재위기간 동안 그는 33명의 하느님의 종을 성인으로 시성 내지는 복자로 시복하였으며, 여러 수도회의 창설을 인가하거나 지원해주었다. 그리고 개인적으로도 성모 마리아에 대한 신심이 컸기 때문에 이를 널리 장려하였다.
그레고리오 16세는 1846년 6월 1일 안면 단독으로 고생한 끝에 선종하였다.

## 같이 보기
- 교황지상주의